# Enon
Enon este o formație de muzică rock alternativ, înființată în New York, SUA în 1999. Membrii formației sunt, la momentul actual, John Schmersal (voce, chitară), Toko Yasuda (Blonde Redhead, The Lapse) (chitară bas, voce) și Matt Schultz (baterie). Formația a trecut prin câteva schimbări de componență: în 1999, toboșarul Rick Lee și Steve Calhoon.

## Membri

### Membri actuali
- John Schmersal (1999-prezent) – voce, chitară
- Toko Yasuda (2000-prezent) – chitară bas, voce
- Matt Schultz - baterie

### Foști membri
- Rick Lee – chitară, chitară bas
- Steven Calhoon - baterie

## Discografia

### Albume
- 1998 Long Play
- 1999 Believo!
- 2002 High Society
- 2003 Hocus Pocus
- 2004 Onhold
- 2005 Lost Marbles and Exploded Evidence (+DVD)
- 2007 Grass Geysers...Carbon Clouds

### 7"
- 1998 „Fly South“
- 1999 „Motor Cross“
- 2001 „Listen (While You Talk)“
- 2001 „Marbles Explode“
- 2001 „The Nightmare Of Atomic Men“
- 2002 „Enon [Self-Titled]“
- 2002 „Drowning Appointment“
- 2003 „In This City“
- 2003 „Evidence“
- 2003 „Because Of You“
- 2003 „Starcastic“